# Кражяйська різанина
Кражяйська різанина (лит. Kražių skerdynės; рос. Крожская резня) — напад полку донських козаків 22 листопада 1893 року на місцевих литовців, які протестували проти закриття Бенедиктинського монастиря і руйнування костьолу в Кражяї.
В результаті нападу дев'ять людей загинули і 54 отримали поранення. Щонайменше 24 жінки були зґвалтовані, а 16 чоловіків побиті нагайками. За бунт і непокору розпорядженням поліції було віддано під суд 71 особу. Подія стала одним із чинників початку литовського національного пробудження.

## Перебіг подій
В рамках ширших заходів з русифікації, російський імперський уряд задумав закрити жіночий Бенедиктинський монастир в Кражяї. Місцеві мешканці прохали не закривати костьол, а перетворити його на церковноприходську школу. Попри це у червні 1893 року Олександр III наказав закрити і зруйнувати монастир. Місцеві мешканці розпочали постійне чергування всередині церкви, охороняючи її від представників духовенства, які намагалися виконати наказ.
21 листопада 1893 року Ковенський губернатор Ніколай Клінгенберг особисто прибув до містечка проконтролювати закриття монастиря. Литовці вдало протистояли 70 жандармам, що приїхали разом з Клінгенбергом. Тому наступного ранку, для придушення акції непокори, росіяни підтягнули з Варняя 300 козаків 3-го Донського козацького полку 3-ї кавалерійської дивізії 3-го армійського корпусу російської імператорської армії. їм було надано свободу грабувати та жорстоко поводитись із захисниками релігійної споруди. В результаті різанини, за офіційними даними, дев'ять людей загинули і 54 отримали поранення. Щонайменше 24 жінки були зґвалтовані, а 16 чоловіків побиті нагайками. За бунт і непокору розпорядженням поліції було віддано під суд 71 особу, але жорстокість козаків викликала громадський резонанс і люди отримали прощення від царя.
Жорстока поведінка влади викликала резонанс у Світі, ноту протесту до Росії направив Ватикан. Внаслідок великого резонансу вже інший цар, Микола II, багатьом засудженим замінив каторгу на в'язницю, скасував наказ зруйнувати храм, який був просто закритий.

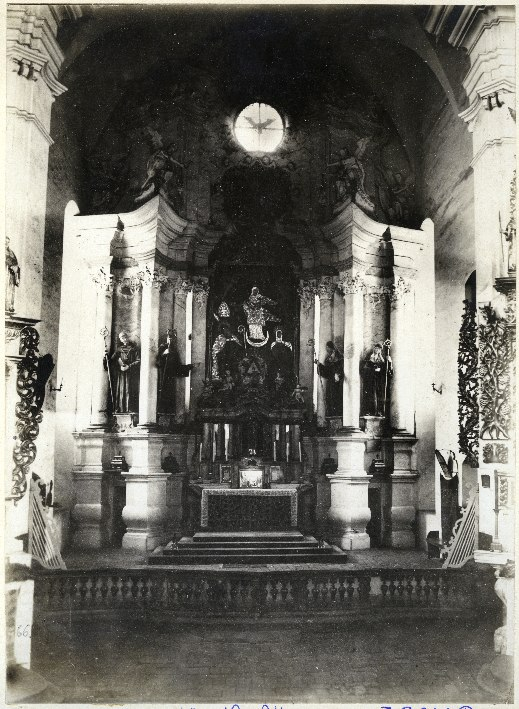
Інтер'єр церкви Непорочного Зачаття до різанини
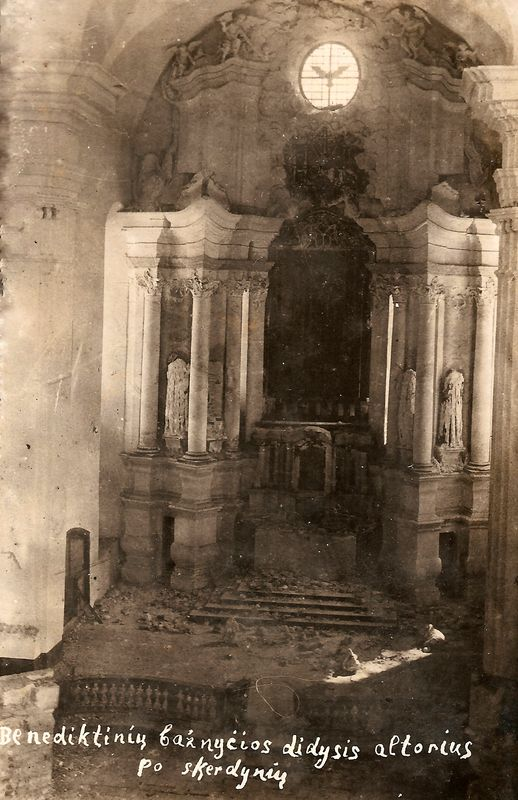
Інтер'єр церкви Непорочного Зачаття після різанини
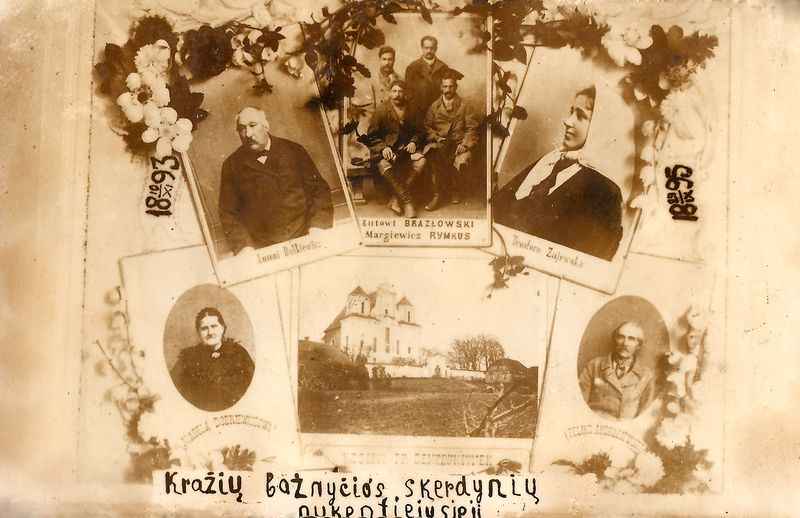
Колаж із портретів захисників церкви
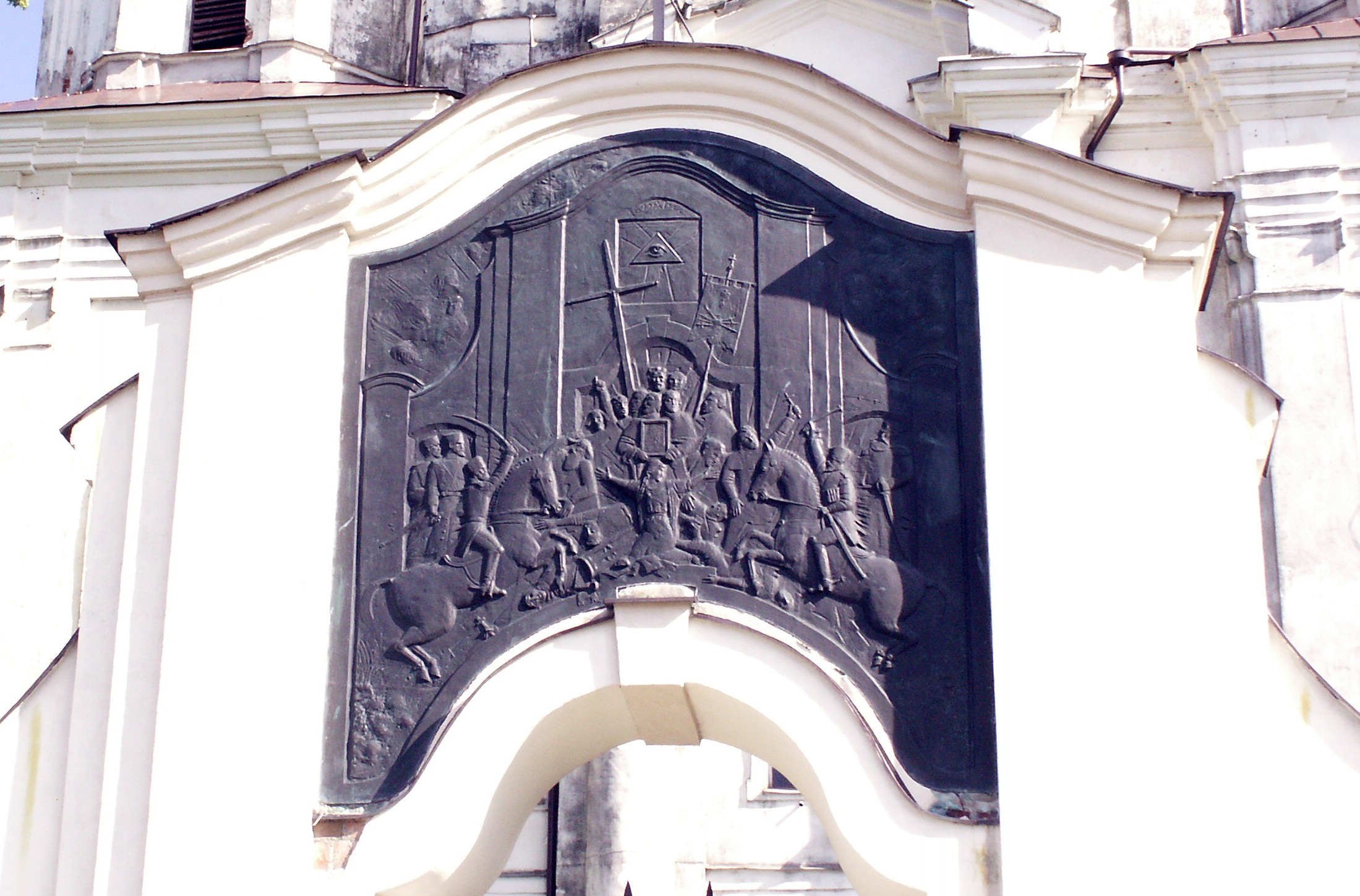
Меморіальний барельєф на тему різанини в Кражяї